# Penilia avirostris
Penilia avirostris är en kräftdjursart som beskrevs av James Dwight Dana 1849. Penilia avirostris ingår i släktet Penilia och familjen Sididae. Arten är reproducerande i Sverige. Inga underarter finns listade i Catalogue of Life.

## Bildgalleri

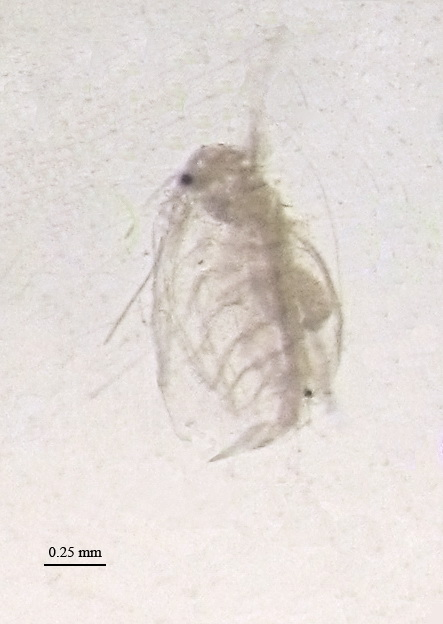